# Löwe zwischen den Brücken

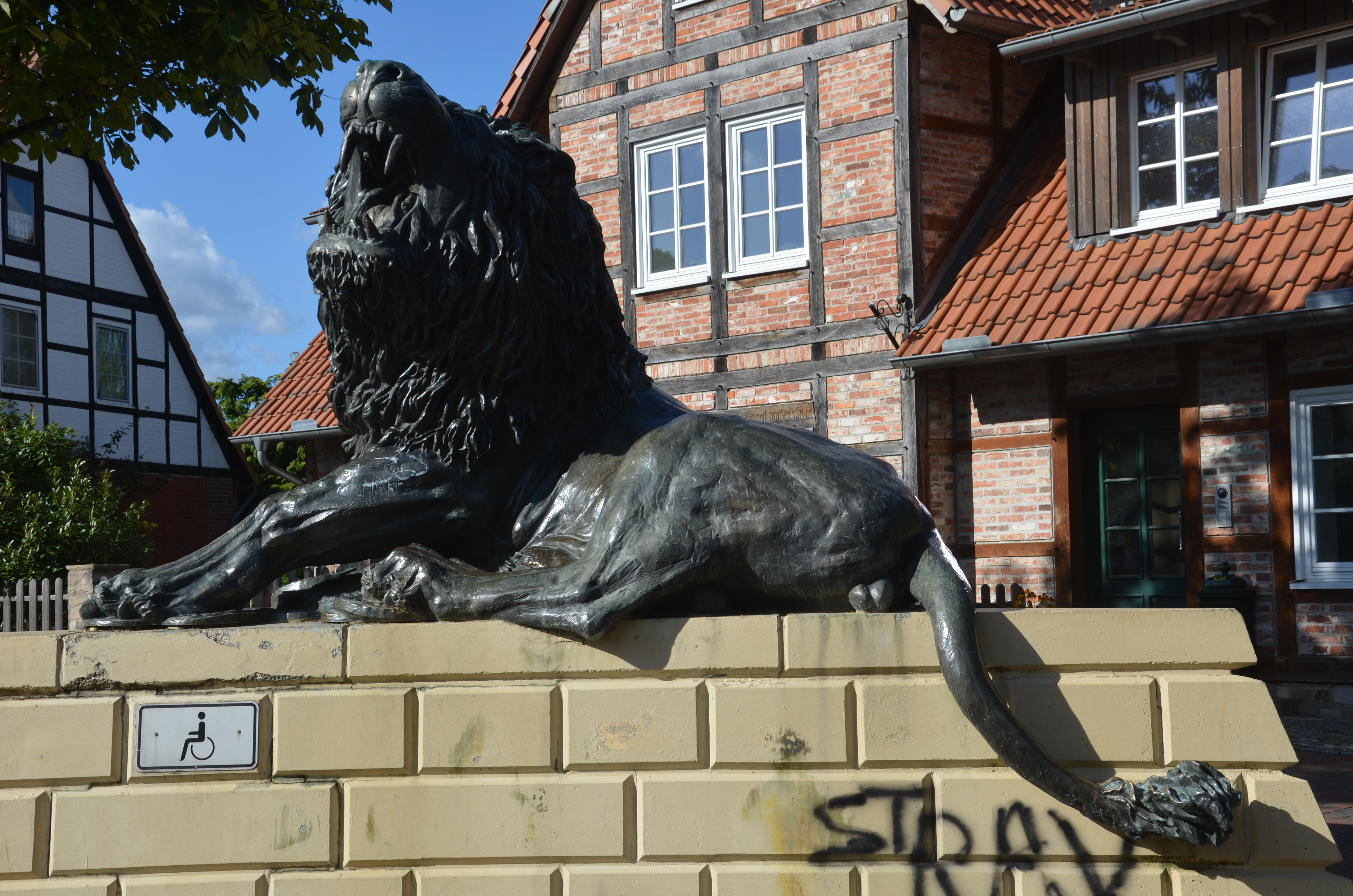
Bernd Maros 1982 eingeweihter Löwe zwischen den Brücken auf einer nachempfundenen Bastion von Neustadt am Rübenberge

Der Löwe zwischen den Brücken in Neustadt am Rübenberge ist eine 1982 eingeweihte Skulptur des Bildhauers Bernd Maro. Standort der Plastik im öffentlichen Raum ist der Parkplatz Zwischen den Brücken, nämlich der denkmalgeschützten Marktstraßenbrücke über die Kleine Leine und der Löwenbrücke über die Leine.

## Geschichte und Beschreibung

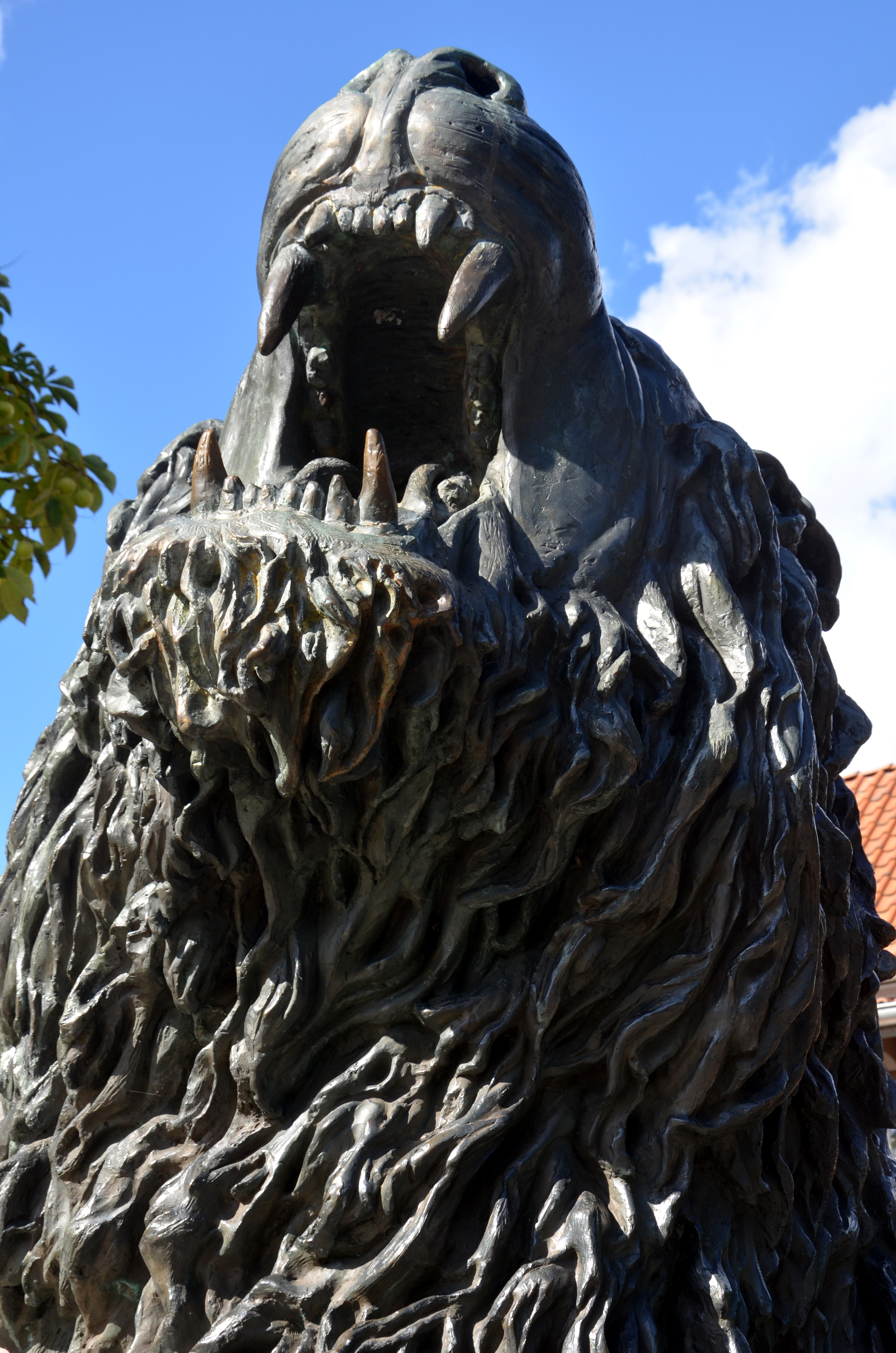
Detail des Löwen

Der Löwe zwischen den Brücken nimmt auf die Geschichte von Neustadt am Rübenberge Bezug. Er hütet einerseits die Münzen der Grafen von Wölpe, die die Stadt an der Leine im Mittelalter um das Jahr 1215 gegründet hatten. Diese Grafen hatten vom deutschen Kaiser das Münzrecht erhalten, prägten auf ihren Silberlingen neben dem Wölper Löwen aber auch Büffelhörner.
Andererseits nimmt der Löwe zwischen den Brücken aber auch Bezug auf die jüngeren Herren von Neustadt am Rübenberge, die Welfen und Herzöge von Braunschweig-Lüneburg. Der Löwe wurde auf eine einer Bastion nachempfundenen Mauer aufgesetzt, die die Zeit des Dreißigjährigen Krieges andeutet, nach dem die Löwenbrücke im Jahr 1687 errichtet worden war. Seinerzeit war – nach der Zerstörung der Stadtbefestigung der Neustadt „[...] an eine funktionierende Stadtsicherung ohnehin nicht mehr zu denken.“

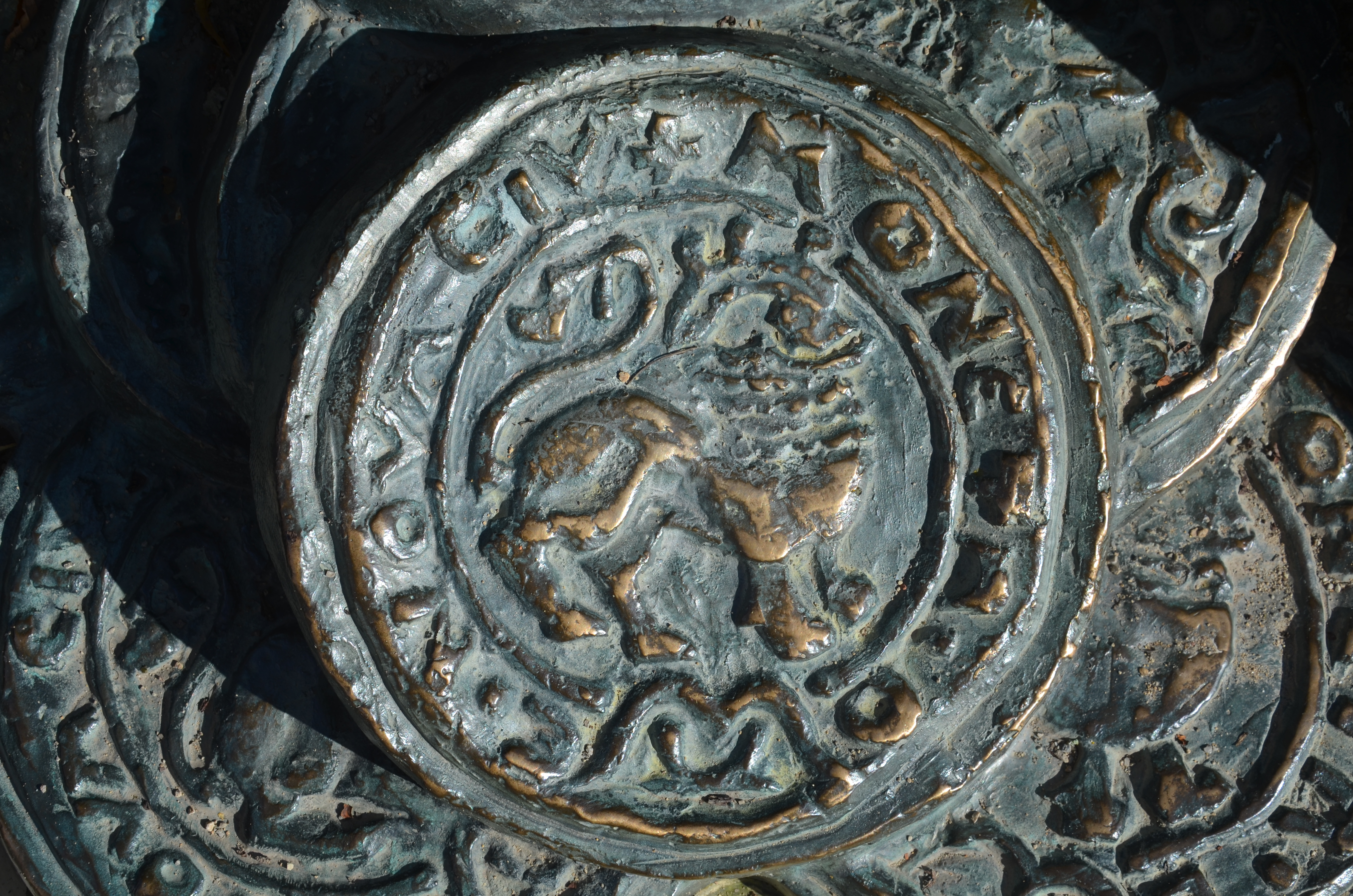
„[...] Moneta“
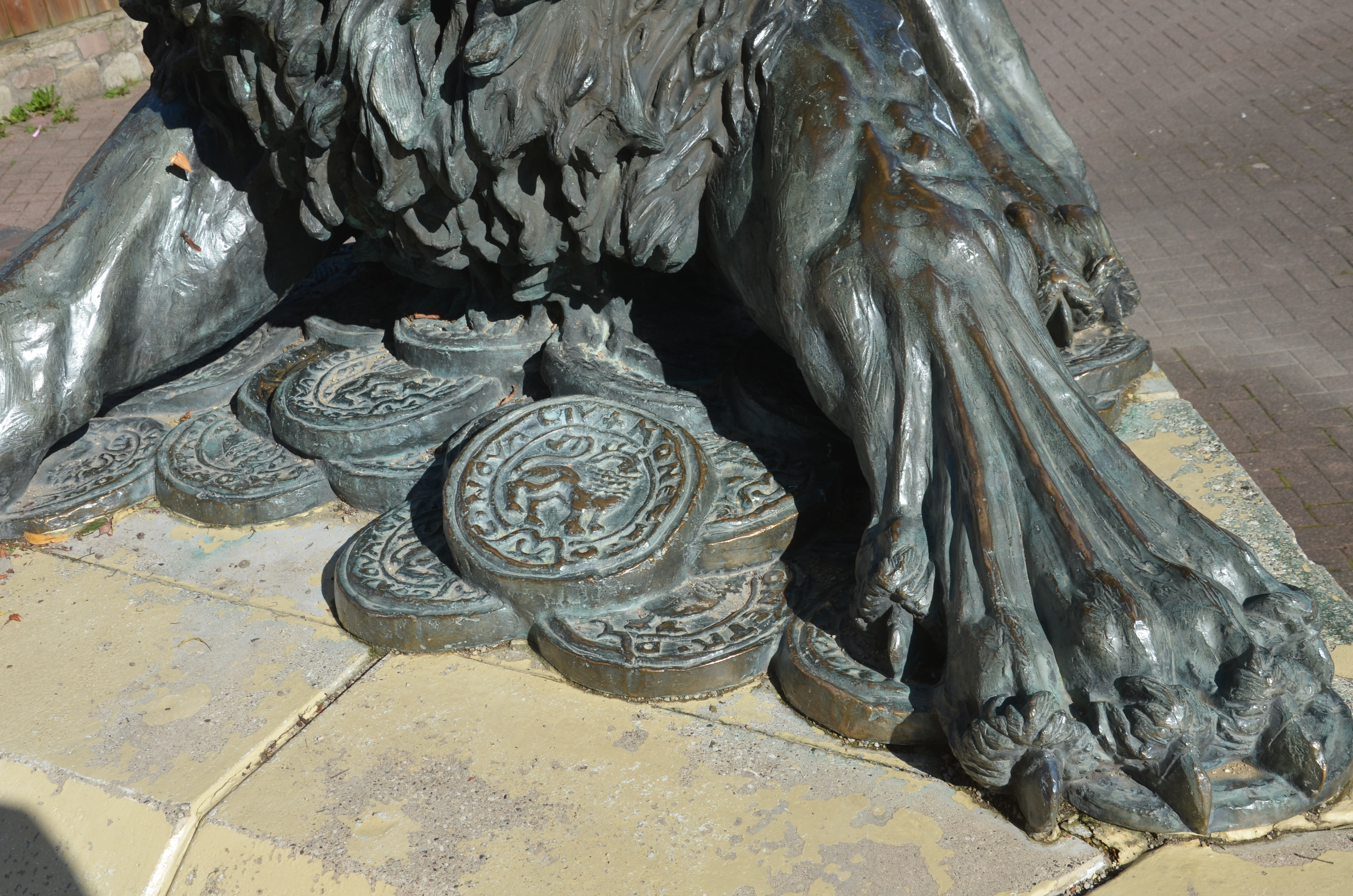
Zwischen riesigen Löwentatzen bewacht: Münzen mit dem Wappentier der Grafschaft Wölpe
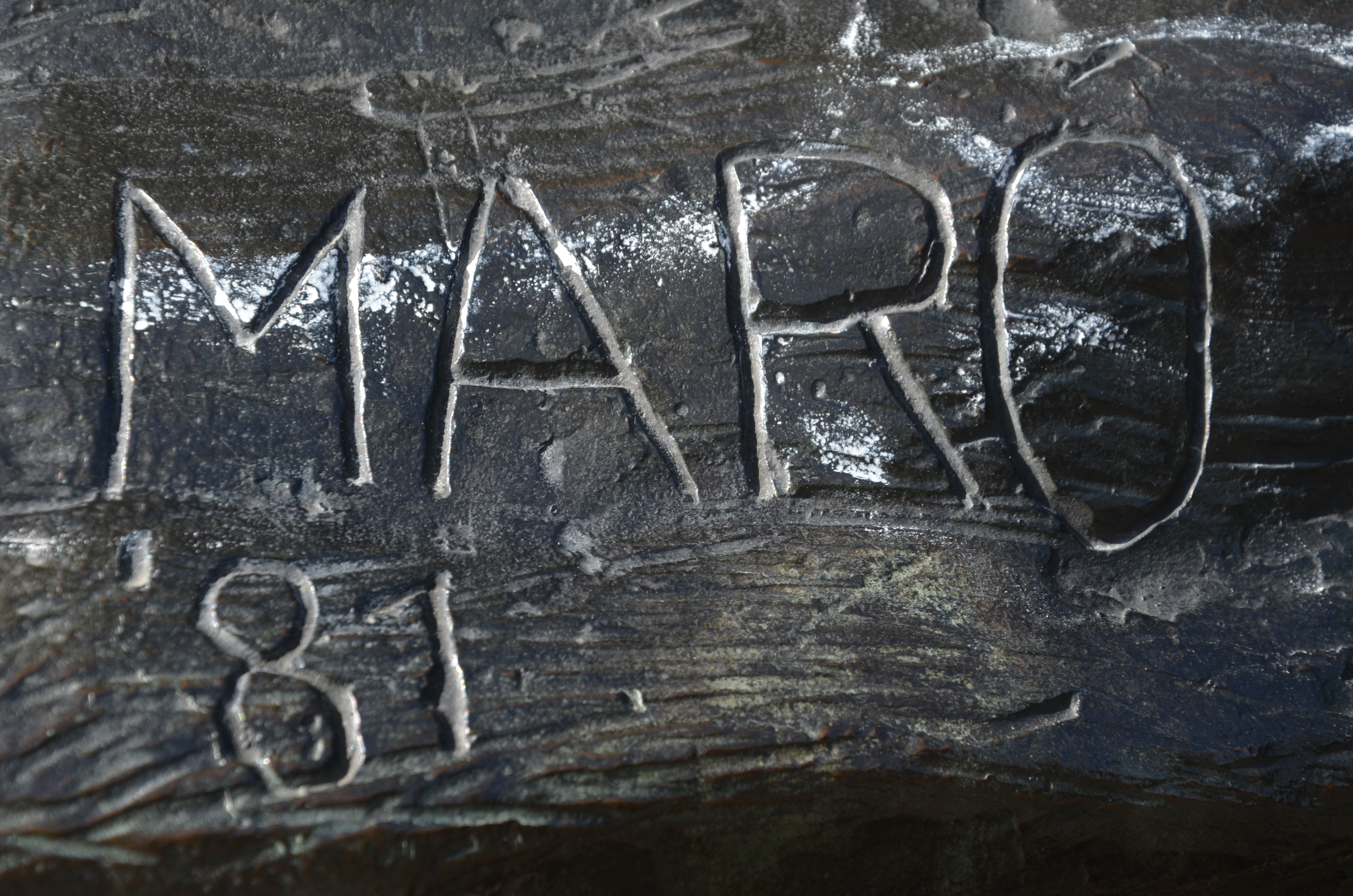
Künstlersignatur von Bernd Maro mit der Jahreszahl [19]81
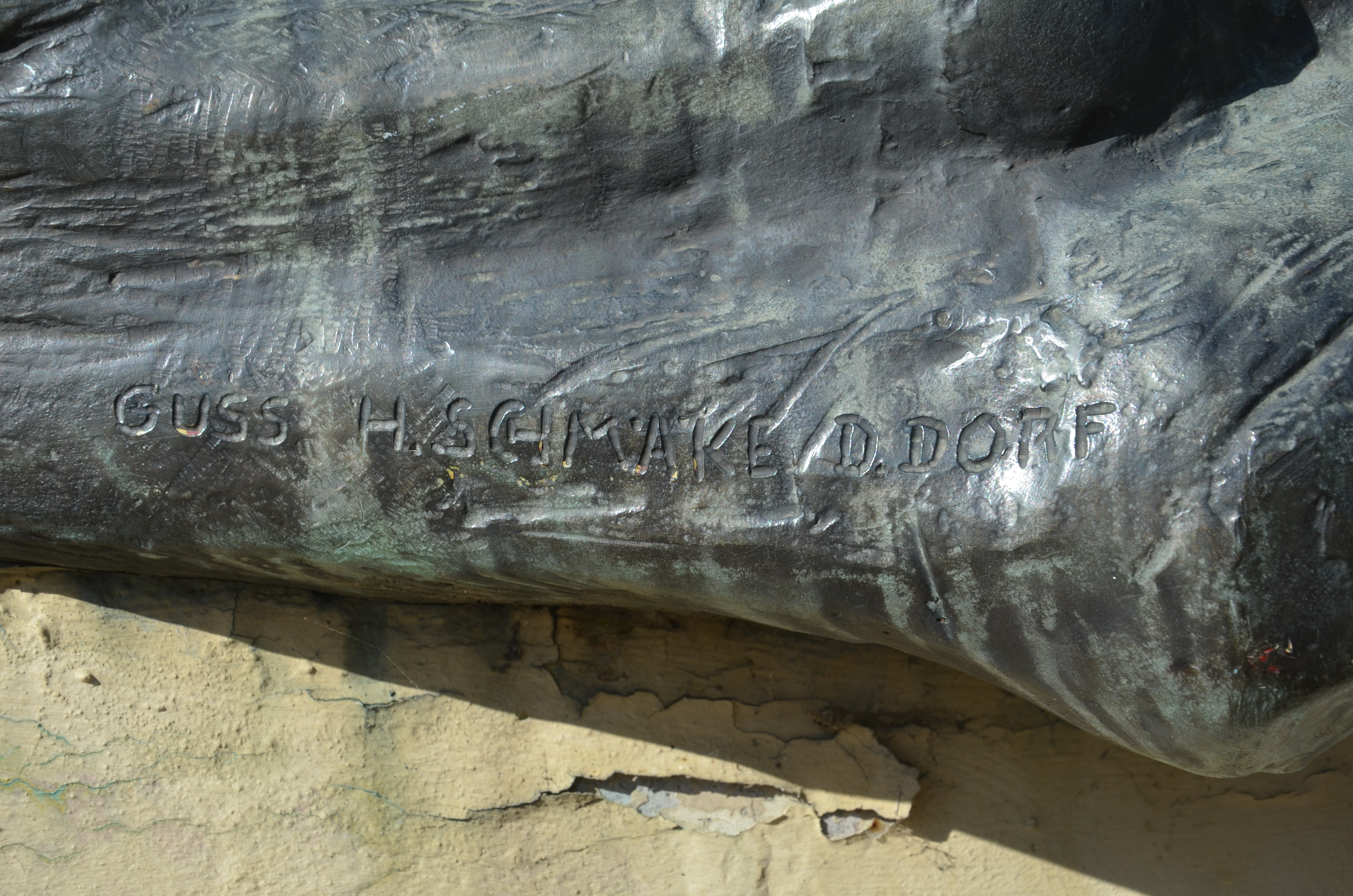
Inschrift der Kunstgießerei Herbert Schmäke aus Düsseldorf